# يعقوب مرغي
يعقوب مرغي (بالعبرية: יעקב מרגי، من مواليد 18 نوفمبر 1960) يهودي مغربي، و سياسي إسرائيلي يشغل حالياً منصب عضو في الكنيست عن حزب شاس.